# Landesarbeitsgericht

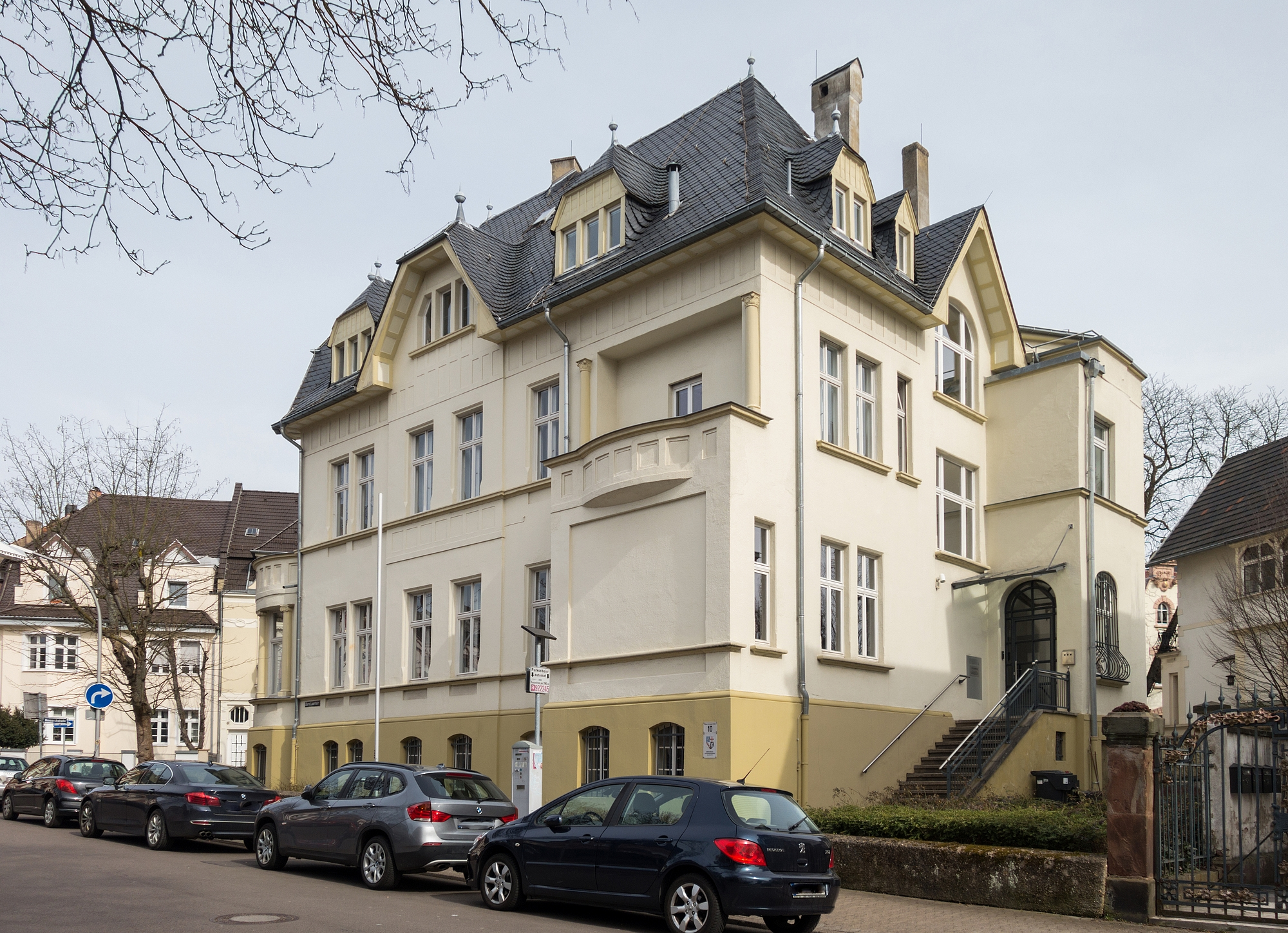
Het Landesarbeitsgericht van Saarland (2015)

Het Landesarbeitsgericht is in Duitsland de beroepsinstantie tegen een uitspraak van een Arbeitsgericht. Iedere deelstaat heeft een Landesarbeitsgericht, waarbij Brandenburg en Berlijn een gerecht delen, terwijl Beieren er twee, en Noordrijn-Westfalen er drie telt. Boven de landesarbeitsgerichten staat nog het Bundesarbeitsgericht in Erfurt.

## Overzicht
- Sleeswijk-Holstein
  - Landesarbeitsgericht in Kiel met Arbeitsgerechten in Elmshorn, Flensburg, Kiel, Lübeck en Neumünster.

- Hamburg
  - Het Landesarbeitsgericht Hamburg met een Arbeitsgericht voor Hamburg.

- Nedersaksen
  - Landesarbeitsgericht in Hannover met Arbeitsgerechten in Braunschweig, Celle, Emden, Göttingen, Hannover, Hamelen, Hildesheim, Lingen, Lüneburg, Nienburg, Oldenburg, Osnabrück, Stade, Verden en Wilhelmshaven.

- Bremen
  - Het Landesarbeitsgericht Bremen met een Arbeitsgericht voor Bremen en Bremerhaven.

- Mecklenburg-Voor-Pommeren
  - Landesarbeitsgericht in Rostock met Arbeitsgerechten in Rostock, Schwerin en Stralsund.

- Brandenburg en Berlijn
  - Landesarbeitsgericht in Berlijn met Arbeitsgerechten in Berlijn, Brandenburg, Cottbus, Eberswalde, Frankfurt (Oder), Neuruppin en Potsdam.

- Saksen-Anhalt
  - Landesarbeitsgericht in Halle met Arbeitsgerechten in Dessau-Roßlau, Halle, Maagdenburg en Stendal.

- Saksen
  - Landesarbeitsgericht in Chemnitz met Arbeitsgerechten in Bautzen, Chemnitz, Dresden, Leipzig en Zwickau.

- Thüringen
  - Landesarbeitsgericht in Erfurt met Arbeitsgerechten in Eisenach, Erfurt, Gera, Jena, Nordhausen en Suhl.

- Noordrijn-Westfalen
  - Landesarbeitsgericht Düsseldorf met Arbeitsgerechten in Duisburg, Düsseldorf, Essen, Krefeld, Mönchengladbach, Oberhausen, Solingen, Wesel en Wuppertal.
  - Landesarbeitsgericht Hamm met Arbeitsgerechten in Arnsberg, Bielefeld, Bocholt, Bochum, Detmold, Dortmund, Gelsenkirchen, Hagen, Hamm, Herford, Herne, Iserlohn, Minden, Münster, Paderborn, Rheine en Siegen.
  - Landesarbeitsgericht Köln met Arbeitsgerechten in Aken, Bonn Keulen en Siegburg.

- Rijnland-Palts
  - Landesarbeitsgericht in Mainz met Arbeitsgerechten in Koblenz, Ludwigshafen, Mainz en Trier.

- Hessen
  - Landesarbeitsgericht in Frankfurt met Arbeitsgerechten in Darmstadt, Frankfurt, Fulda, Gießen, Kassel, Offenbach en Wiesbaden .

- Saarland
  - Landesarbeitsgericht in Saarbrücken met Arbeitsgerechten in Neunkirchen, Saarbrücken en Saarlouis.

- Baden-Württemberg
  - Landesarbeitsgericht in Stuttgart met Arbeitsgerechten in Heilbronn, Karlsruhe, Lörrach, Mannheim, Pforzheim, Reutlingen, Stuttgart en Ulm.

- Beieren
  - Landesarbeitsgericht Nürnberg met Arbeitsgerechten in Bamberg, Bayreuth, Neurenberg, Weiden in der Oberpfalz en Würzburg.
  - Landesarbeitsgericht München met Arbeitsgerechten in Augsburg, Kempten, München, Passau, Regensburg en Rosenheim.